# 米軍再編
米軍再編（べいぐんさいへん、Transformation of the United States Army、トランスフォーメーション）とは、世界の安全保障環境とアメリカ合衆国の安全保障に対応した世界戦略の転換に応じるために行なわれる、アメリカ軍のトランスフォーメーション (軍事)である。その変革は、戦闘の4領域、すなわち、物理的領域、情報的領域、認知的領域、社会的領域のすべてにまたがる、極めて抜本的なものである。

## 沿革

### 再編前夜

#### 国際情勢の変化

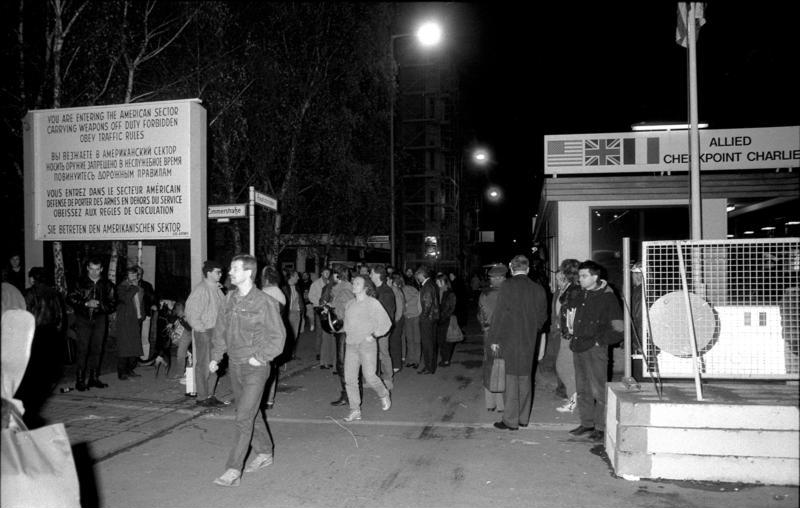
西ベルリンに入る東ベルリン市民

太平洋戦争以後、米ソ対立による冷戦体制の下、アメリカ合衆国は資本主義陣営の盟主として、また世界最大の軍事力を誇る国として世界の警察を自負し、西側社会ひいては世界の安全保障を主導する世界戦略をとってきた。これは古典的な「パクス・アメリカーナ」であり、米国を中心とした政治的・経済的・軍事的な世界秩序を構築して影響下にある国々の経済の相互依存性を維持し、欧州とアジアでの対抗勢力の拡大を阻止するものであった。
この為、米国は欧州と東アジアにおいて、積極的に友好国に海外基地を設けて、駐留米軍を前方展開させ続けた。この時代のアメリカ軍は、典型的な工業化時代の軍隊であり、重厚長大な階層化組織と多数の重装備を有していた。
1991年にソビエト連邦の崩壊により冷戦が終焉を迎え、これまでのイデオロギー対立の下で抑えられていた宗教と民族の違いによる対立が顕在化し、グローバリゼーションと地域主義とのせめぎあいといった新たな問題が生じたことで、米国はその世界戦略の見直しを迫られた。
それまで冷戦期を通じて自国の軍事力を世界的に展開してきた米国は、その戦略地域として東西対立の最前線であった東西ドイツ、朝鮮半島や日本といった地域に駐留軍を配置してきており、新たな戦略地域として、大西洋地域やインド洋地域への重点化が焦点となったのである。ソ連崩壊後、これらの地域においては、それまでクレムリンやホワイトハウスに抑圧されていた世界各地の民族問題が再燃し、各地で紛争が激化した。これらの紛争に対して、アメリカ軍は、国連ソマリア活動やデリバレート・フォース作戦、アライド・フォース作戦において武力介入を実施した
また、これまで米国の拠点としてきた東アジア情勢においては、ソ連の崩壊によって軍事的な緊張は緩和されたが、独自の体制を続ける中国や北朝鮮といった国々が依然として強大な、又は無視できない軍事力を保有し、決定的な対立の回避に努める一方で、これらの国々の不当な拡大・威嚇には依然とした抑止力が不可欠であった。米国は日本並びに韓国などの同盟国の自主防衛力に一定の期待をすることで、東アジアを安定化させ、米国と南アジアから中東かけてのシーレーンを確保しながら、米国自身の軍事力は南アジアから中東地域への戦略的展開の自由度を確保していた。

#### RMAの進行

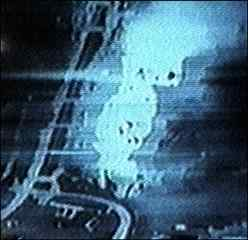
デリバレート・フォース作戦での空対地精密攻撃

その一方、1980年代後半より、情報通信・電子機器技術の急速な進歩に伴い、これを軍事面に応用するという軍事における革命（RMA）が提唱されていた。RMAは軍事装備技術のあらゆる面に応用されているが、特にC4ISRシステム、精密誘導兵器（PGM）の開発・配備が重要とされた。
湾岸戦争において、多国籍軍勝利の背景として技術優位が喧伝されると、RMAは広く衆目を集めるようになり、その進行がさらに加速された。

### NCWの創案
アメリカ海軍においては、1990年代中盤より、オーエンス提督を中核として、RMAを活用する軍事コンセプトとしてシステム・オブ・システムズ・コンセプトが創案されてきた。
そして1998年、アーサー・セブロウスキー提督とジョン・ガルストカによって創案されたネットワーク中心の戦い（NCW）コンセプトが発表された。NCWコンセプトは、
1. 戦闘力の枠組みの転換
2. ボトムアップ / 自己同期

の2点を中核とする革新的軍事ドクトリンであり、要するに、高度なC4Iシステムを背景にした機略戦である。アメリカ海軍は、1998年の艦隊戦闘実験において、NCWコンセプト採用時とPCWコンセプト（在来型）採用時の相対比較を行うことにより、NCWの有用性を検討した。この結果、平均的な意思決定サイクルは43分から23分に短縮され、任務遂行に要する時間は50%減少、射撃の有用性は逆に50%増大、艦隊の防御網を突破した敵舟艇数は1/10に減少して、NCWコンセプトの有用性は立証された。

### NDPの勧告とOFTの創設

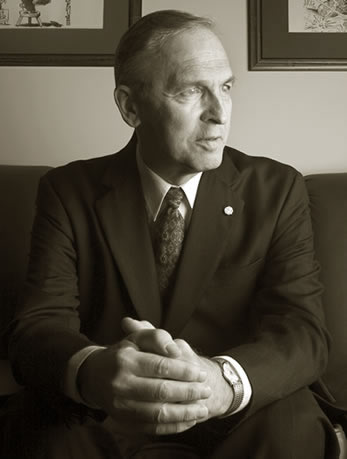
セブロウスキー提督。NCW創案者であり、OFTの初代部長でもあった。

米軍再編の基本概念は、国防諮問委員会（National Defense Panel, NDP）が1997年に発表した「国防の転換: 21世紀の国家安全保障」（Transforming Defense: National Security in the 21st Century）において確立された。この報告書においては、RMAによって防衛技術は急速に刷新されつつあり、また非対称戦争や戦争以外の軍事作戦へのニーズ増大など軍がおかれている環境も激変しているにもかかわらず、アメリカ軍はこれに対応しきれていないことが指摘されるとともに、これらの情勢変化に対応して、運用・編制・装備のすべてを統合的に刷新する改革の必要性が提唱された。
そして、2001年9月に発表された四年ごとの国防計画見直し2001（QDR2001）において、従来の「脅威ベースのアプローチ」から「能力ベースのアプローチ」への転換が発表された。前者においては、冷戦構造のもとで特定の脅威（ワルシャワ条約機構など）への対処を目的としていたのに対し、後者においては、従来は知られていなかったものも含む多様な脅威に対して、いかなる時間・場所においても対処できる軍組織が目標とされる。QDR2001の発表直前に発生したアメリカ同時多発テロ事件により、能力ベースのアプローチに基づいた米軍再編の重要性は火急のものとなった。これを受けて10月には、NCWの創案者であるセブロウスキー提督（この直前に退役）を部長として、アメリカ国防総省長官府戦力変革局（OFT）が創設された。OFTは、現在に至るまで、米軍再編の中核的推進力として活動している。

### TPGの発表
2003年4月、米軍再編の全体計画を示すものとして、再編計画指針（TPG）が発表された。TPGにおいては、軍事力を工業化時代から情報化時代へと移行させてネットワーク中心の戦いを実現することが最重要とされ、これによって、NCWコンセプトは正式に米軍再編の根本的ドクトリンとして採択された。
TPGにおいては、
1. 戦い方の変革
2. 業務手法の変革
3. 外部との協力手法の変革

が、米軍再編における主要な3つの変革として定義されている。

## 再編計画

### RMAの推進

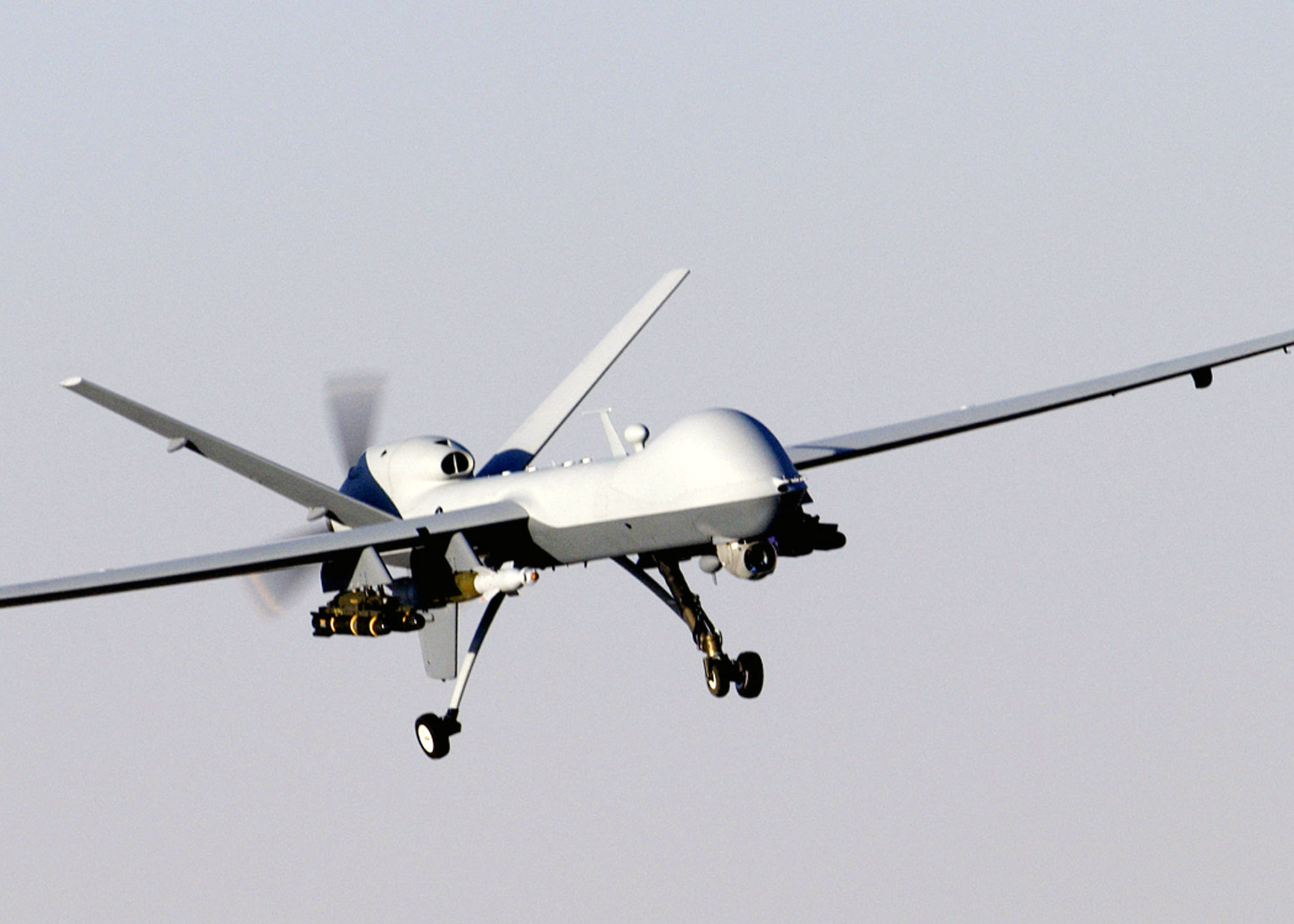
MQ-9 リーパー無人攻撃機。

1980〜1990年代から進められてきた新たな兵器の開発が、21世紀に入り成果を産みはじめ、無人兵器に代表される従来の兵器とは異なる軍事技術が実用化されるようになってきた。長距離を無着陸で米本土から世界中を高精度で爆撃できる技術により、従来の戦略爆撃と同様の用兵で戦術爆撃や近接航空支援が行なえるようになっている。また、無人航空機による偵察や攻撃も実用段階にあり、さらに改良が加えられている。海や空から発射される巡航ミサイルは、GPS誘導だけでなく目標画像による識別能力が備わっている。21世現在では人工衛星による通信ネットワークが軍用・民間用ともに充実しているため、指揮や誘導のために前線や前線に近い場所に居る必要性が薄れていて、偵察衛星による監視能力の向上もこれを支えている。
民主主義世界の先進国では、戦闘によって死亡する兵士が多いと政権の不安定化に結びつくことが多く、戦場での兵士数を最小にしたまま無人兵器によって遠隔攻撃する戦闘形態は、将兵の損耗が避けられ、軍隊と国民の支持が得やすいと考えられる。また、海外派兵の多くは将兵が家族と長期に渡り引き離される場合が多く、この改善は誰からも喜ばれる。また、米国の軍需産業も高機能（で高価）な兵器の大量使用によって人的損耗を避けるという選択は、冷戦後に急速に減少した兵器需要を支えるものとして歓迎し、軍産複合体を米軍再編へと突き動かす動機となる。

### 展開態勢の見直し

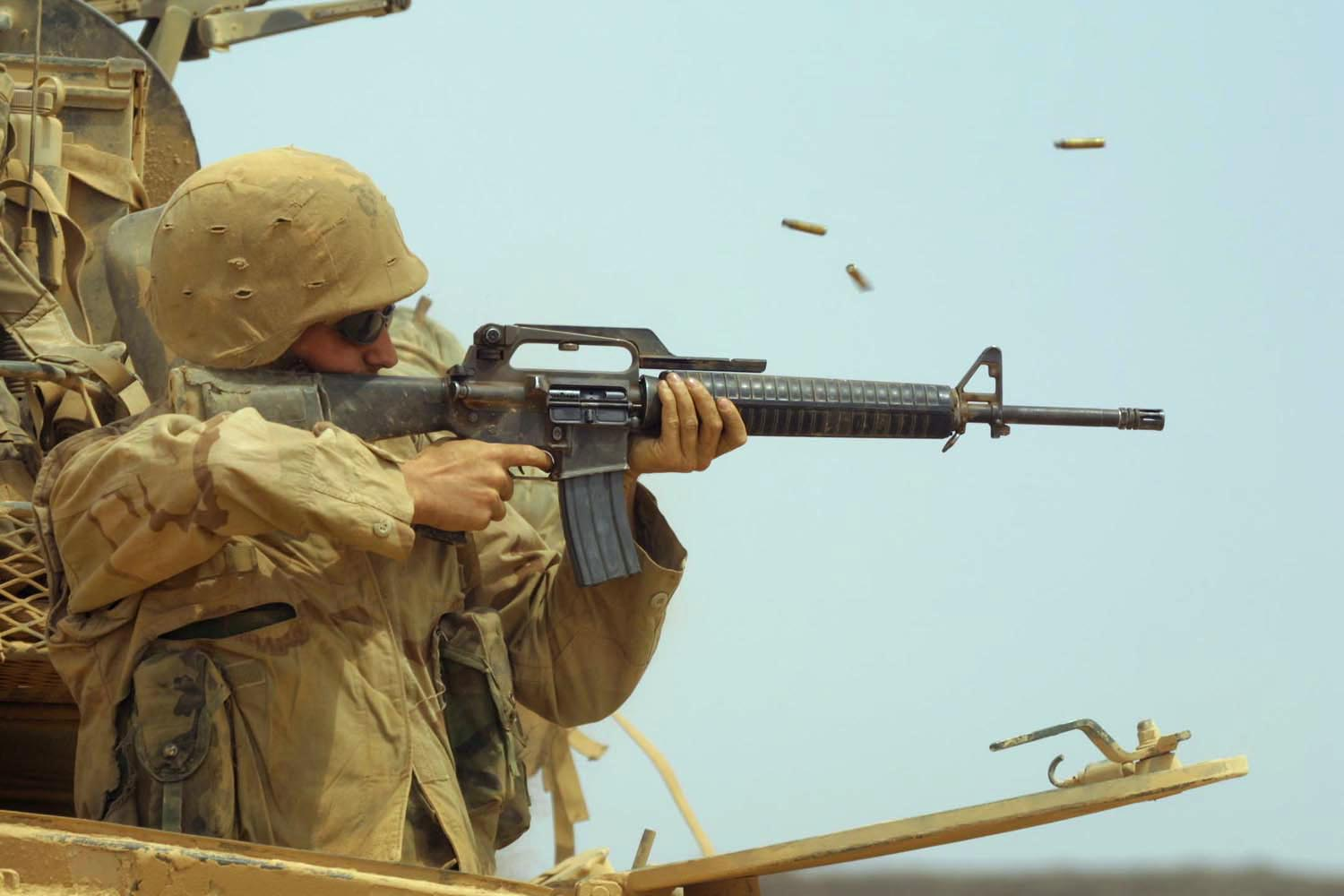
ジブチにて作戦中、M16を発砲する海兵隊員

米軍の展開態勢見直し（Global Posture Review, GPR）は、海外駐留米軍の体制を根本から見直すもので、QDR2001において宣言されたのち、2003年11月より正式に開始された。
この時点で、アメリカ軍の前方展開体制は、基本的には冷戦期のものの延長線上にあり、西欧と北東アジアに集中していた。しかし、この体制は、下記のような問題点を抱えていた。
兵力の偏在
アメリカ軍の前方展開部隊は西欧と北東アジアに集中しており、紛争が多発する不安定の弧地域（アフリカやバルカン半島から中東を通って東南アジア、朝鮮半島に至る帯状地域）には、十分な部隊を展開していなかった。
駐留国との関係
冷戦期には共産主義陣営への対抗として米軍が国内に駐留することに価値を見出した国々も、冷戦終結後にはそういった要素が失われて、駐留への抵抗が大きくなった。
経済的背景
海外部隊の維持費が高いこともGPRの背景にある。海外基地の中には相応の費用負担を受け入れる国もあるが、一般的には維持運用するのに巨額の費用が掛かる。
また逆に、海外の米軍が国内基地に戻ることは米国の地域経済に寄与するために、地元国民とその選出議員達が強く望むことである。
攻撃に対する脆弱性
米軍の海外基地そのものに対する本格的なテロ攻撃はまだ起きていないが、イエメンのアデン港で起きた米艦コール襲撃事件や続発する米大使館へのテロ攻撃から見て、海外基地も防備を固める必要に迫られている。
また、北朝鮮や中国、イランも弾道ミサイルによる攻撃を行なう潜在的な脅威となり、発射国に近ければ短時間で飛来するので迎撃手段が限られるか迎撃手段が無いことや、射程が短く誘導精度が悪くても実用となることなど不利な要素が多くなる。
米軍再編の基本理念のもとで、これらの問題を解決するものとして策定されたのがGPRである。2004年6月のアメリカ合衆国下院公聴会における国防副長官の答弁や、2005年3月に発表された国家防衛戦略（NSS）において、下記の5点がGPRの要点として述べられている。
1. 同盟国との関係強化。協力関係・相互運用性を強化するとともに、駐留米軍部隊が軋轢を生んでいる場合は、これを軽減する。
2. 不測事態に対処しうる柔軟性の獲得。
3. 即応展開能力の獲得。
4. 戦略の対象範囲の拡張（地域ごとから汎地球レベルへ）
5. 兵力ベースから能力ベースへの移行。

#### 在日米軍の再編
在日米軍の再編計画の課題とするところは、まずワシントン州フォートルイスにあるアメリカ陸軍第1軍団司令部の神奈川県キャンプ座間への移転と統合作戦部隊、指揮統制機能の効率化を図ることにある。この統合作戦部隊は直接戦闘部隊などは持っていないが、有事の際に必要な部隊を組み込んで戦闘を行える構造になっており、再編を象徴するような存在である。
アメリカ海兵隊は沖縄県の住民の負担を軽減するため、一部部隊の移動や訓練の一部移転を計画した。普天間基地を返還して、代替基地として辺野古地区への移転が決定している。海兵隊員約8千人とその家族約9千人のグアム移転、那覇軍港返還、キャンプキンザー返還、キャンプレスター返還、キャンプフォスター・ライカム住宅地区やロウワープラザ住宅地区などの返還、北部訓練場の3分の1返還など沖縄の負担軽減に重点が置かれている。

### 組織構造の刷新
米軍の展開態勢見直し（GPR）およびネットワーク中心の戦い（NCW）に対応するため、アメリカ軍は、大規模な組織刷新に着手した。このうち、もっとも大規模な再編を行ったのがアメリカ陸軍であった。

#### 米陸軍再編

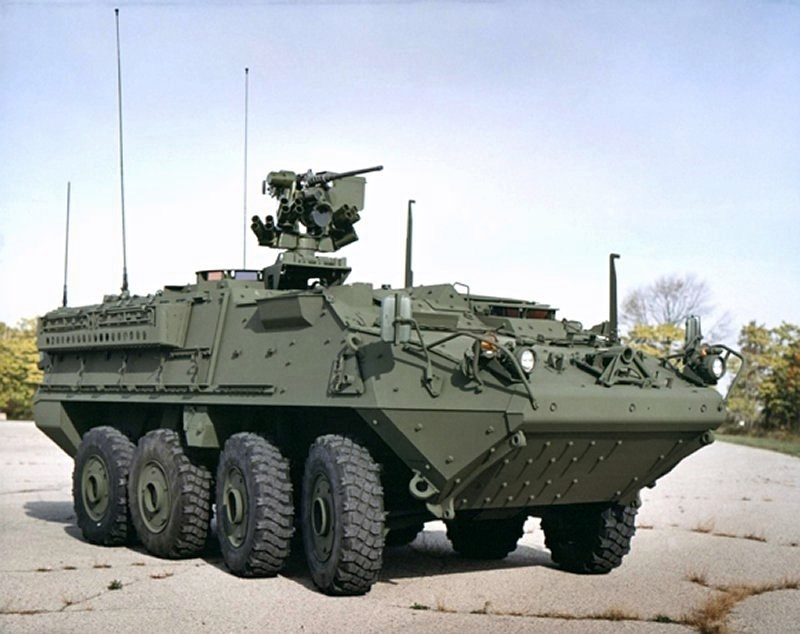
ストライカー装甲車。SBCTの主力車両となる。

米陸軍の再編計画では、指揮統制の迅速化と戦力投入の効率化のため、従来採用されてきた、旅団－師団－軍団－軍という4段階の指揮系統が見直され、UA‐UEx‐UEyとして再構築された。またこれらの部隊の編制は、高度にモジュラー化された。
Unit of Employment y, UEy
戦略階梯における司令部部隊である。従来の野戦軍に相当し、のちに名称のみがこれに戻された。
Unit of Employment x, UEx
作戦・戦術階梯における司令部部隊である。作戦階梯のものは従来の軍団、戦術階梯のものは従来の師団に相当し、のちに名称のみがこれに戻された。
Unit of Action, UA
戦術階梯における実戦部隊である。従来の旅団に相当し、のちにこれにちなんで、戦闘部隊は旅団戦闘団と改称された。旅団戦闘団には、機甲部隊としての重旅団戦闘団（HBCT）、軽歩兵部隊としての歩兵旅団戦闘団（IBCT）のほか、戦略機動性に優れた機械化部隊として、新たに制式化した装輪式で比較的軽量なストライカー装甲車を装備したストライカー旅団戦闘団（SBCT）が新しい編制として導入された。また旅団戦闘団のほか、各種の支援部隊もモジュラー旅団に改編されており、航空旅団、火力旅団、防空旅団、後方支援旅団、戦場捜索旅団、機動強化旅団が編成された。
また、これらの組織改革と並行し、装備改革として、フューチャー・コンバット・システムの開発が行われている。これは、陸軍の各種戦闘システムを統合的に開発するものである。

## 反対意見
全面反対
反対意見の中でも、米軍を海外から引き上げることで生じる最も大きな問題点としてあげるのは、原油の輸送航路を守りにくくなることである。また、受入国との関係は軍事面だけでなく政治経済面でも考慮されねばならず、米軍の引き上げが新たな問題を生む国もある。一度失った海外基地は容易には再取得できない点も検討が足りない。誘導兵器はどれだけ精密であっても人間の判断力や観察力には及ばず、人工衛星による通信ネットワークという脆弱性を考慮せずに米軍戦略全体を急激に変更することは危険であるという意見がある。今後増える非正規戦ではますます現場で得られる正確な情報が求められ、近くに前方展開する基地が無くなれば支障が出る可能性がある。
漸進的改革意見（急速な改革に反対）
兵器技術の著しい向上や国際社会の環境の変化に対応して軍の海外展開政策の変更は必要だとするものの、急速な改革には反対する意見がある。
制空権の維持には海外の航空基地は、少なくとも今後しばらくは必要である。また、友好国が侵略を受けた場合に再編計画で言われているように必要な地上戦力を短時間で本国から輸送できるか疑問がある。また、最低限、海外の港を使えるように小さくとも海軍基地を残すべきであるという意見もある。最後に、「仕掛け線」としての機能を求める考えがある。つまり、友好国に侵略しようとする国は、駐留米軍基地という存在によって米国との戦争開戦を覚悟する必要があり、それが侵略を抑止するという考えである。